# Rublacedo de Arriba
Rublacedo de Arriba es una localidad situada en la provincia de Burgos, comunidad autónoma de Castilla y León (España), comarca de La Bureba, partido judicial de Briviesca, ayuntamiento de Rublacedo de Abajo.

## Geografía
En el valle del río Zorita al oeste de La Bureba a 18 km de Briviesca, cabeza de partido, y a 26 de Burgos. 
Comunicaciones: carretera de Poza, parada de la línea de autobuses Burgos–Padrones de Bureba.

## Situación administrativa
En las elecciones locales de 2007 correspondientes a esta entidad local menor concurre una sola candidatura encabezada por Benito Ibáñez Núñez (PP).
Actualmente, y después de la destitución de Marta Ruiz (Ciudadanos) por las presiones vecinales acerca de su gestión municipal, el segundo y único grupo restante en el municipio, PP, regresa a la alcaldía de la mano de Javier García. 

## Demografía
En el censo de 1950 contaba con 118 habitantes, reducidos a 16 en 2004 y 15 en 2007.

## Historia
La primera referencia que se tiene de Rublacedo de Arriba, bajo el nombre de Río Lazedo, data de c. 1250, y lo hace a través de la obra "España Sagrada" de Enrique Flórez. En ella se describe un término tributario de la mitra burgalesa y protegido por autoridad regia. Ya en el siglo XIV se tiene constancia de hombres de behetría, i.e. sus gentes no eran siervos sino que gozaban de una privilegiada condición que les permitía elegir el señor a quien rendían pleitesía y dejar desierta esa subordinación si no respondía a sus intereses; en el caso de Rublacedo, fueron los Rojas quienes se perfilaron como señores sólidos, tal como atestigua el torreón sobre el que se alzó el campanario de la iglesia de San Andrés en el vecino Rublacedo de Abajo. Esta realidad respondía a la propiedad de la tierra por parte de los campesinos, algo que encaja en la lógica repobladora del Condado de Castilla: asentar población del Reino de León en una zona fría, seca, poco fértil y fronteriza como la actual provincia de Burgos requería la creación de condicionantes que hicieran atractivo el asentamiento a los labradores. La abundancia de apellidos de origen gallego y leonés en Rublacedo certifica el origo demográfico. 
Si seguimos el rastro documental, en 4 de agosto de 1467 (reinado de Enrique IV de Castilla), reaparece la localidad, entonces con categoría de "villa", en un censo  que la obligaba a tributar 21 cargas (el equivalente a 3000 kg.) de pan a la colegiata de San Cosme y San Damián, en Covarrubias. En el registro eclesiástico, remitiéndonos al Archivo Diocesiano de Burgos, conocemos de un libro de bautismo fechado en 1537.
Dos siglos después, el censo de Floridablanca de 1785 nos habla de una "villa" de la Cuadrilla de Rojas, en el Merindad de Bureba, Para esta fecha la encontramos sometida a jurisdicción de realengo, luego no dependía de la autoridad de un noble, sino directamente del monarca, y la lideraba un alcalde ordinario.
A la caída del Antiguo Régimen se constituye en ayuntamiento constitucional, en el partido Briviesca, región de Castilla la Vieja, que en el censo de la matrícula catastral contaba con 14 hogares y 30 vecinos.
El nuevo municipio desaparece al integrarse en Rublacedo de Abajo.
A principios del siglo XX, la iglesia de Santa Elena, emplazada junto al actual cementerio, fue derribada para dotar a la pedanía de un templo mayor: la presente parroquia con advocación a la Inmaculada Concepción.

## Parroquia
Iglesia católica de la Purísima Concepción, dependiente de la parroquia de Rublacedo de Abajo en el Arcipestrazgo de Oca-Tirón, diócesis de Burgos.